# Sint-Rochuskerk (Sombeke)

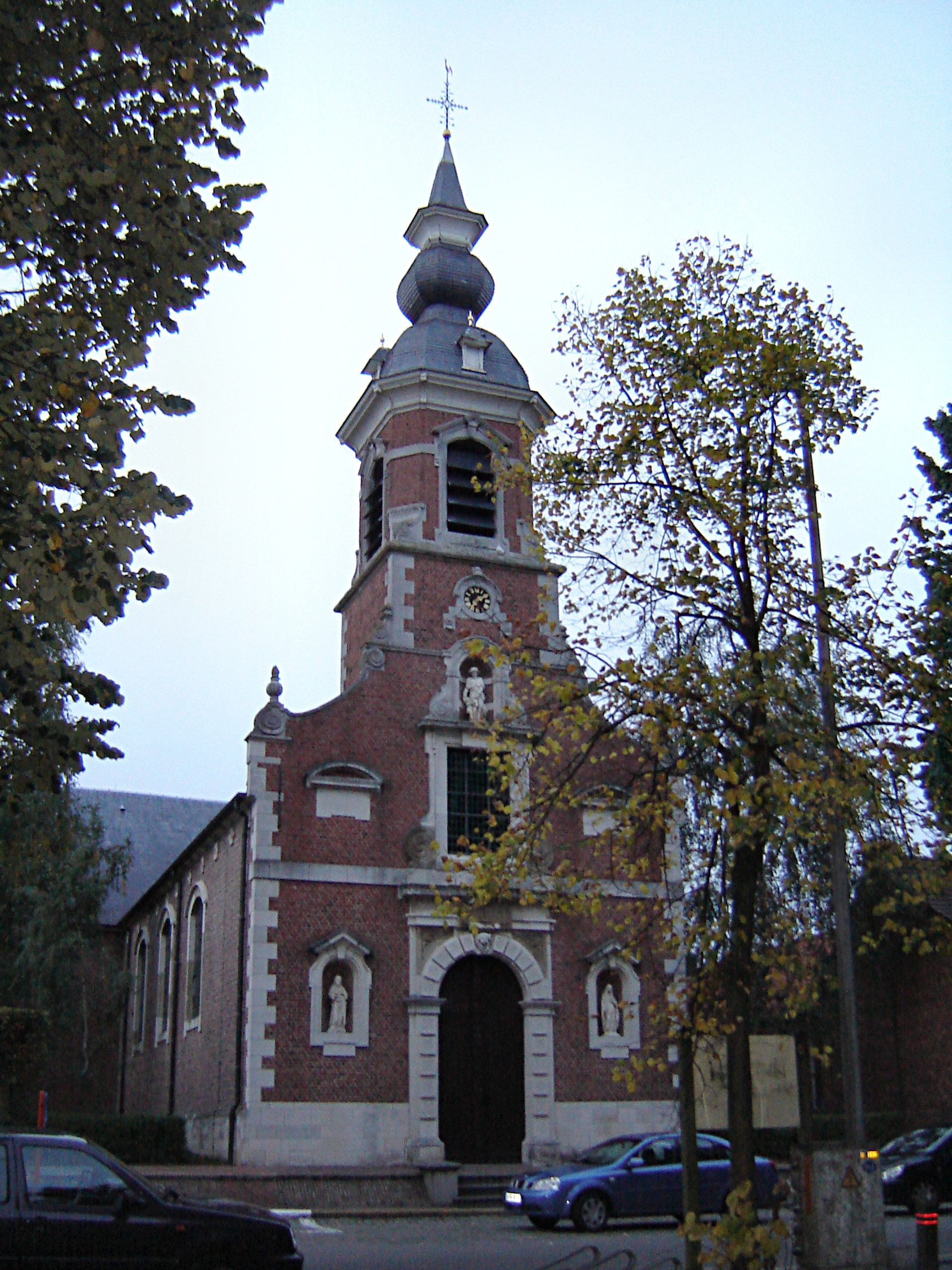
Sint-Rochuskerk

De Sint-Rochuskerk is de parochiekerk van de tot de Oost-Vlaamse gemeente Waasmunster behorende plaats Sombeke, gelegen aan de Sombekedries.

## Geschiedenis
In 1629 werd een proosdijkapel opgericht door Jacob Laureyns, de baljuw van de heer van Sombeke. In 1634 werd de kapel ingewijd. In 1642 werd een grotere kapel gebouwd naar ontwerp van Frans Staes, die in 1643 werd ingezegend. In 1888 werd de kapel verheven tot parochiekerk en vervolgens werd de kerk vergroot naar ontwerp van Modeste De Noyette. Het oude koor werd afgebroken, een transept en een nieuw koor werd aangebouwd, evenals twee sacristieën. De oude sacristie werd omgevormd tot doopkapel.
De klokkenverdieping van de toren is van 1890, voordien was er een houten klokkentorentje.

## Gebouw
De kerk is in barokstijl, gebouwd in baksteen met zandstenen ornamenten. Het is een eenbeukige kerk met transept, ingebouwde westtoren en een driezijdig afgesloten koor. De klokkenverdieping wordt gedekt door een sierlijk helmdak.
In de voorgevel bevindt zich een drietal nissen met daarin beelden van het Heilig Hart van Jezus, het Heilig Hart van Maria, en Sint-Rochus.

## Interieur
Het kerkinterieur is classicistisch. In 1875 werd het doksaal aangebracht. Het merendeel van het kerkmeubilair is 19e-eeuws. Een kerkmeestersbank is van 1780. De preekstoel is van 1793. Het orgel werd vervaardigd door Petrus Vereecken en diens zoon, in 1874. De kerk bezit enkele 18e-eeuwse grafzerken.